# Dorogino
Dorogino (in russo Дорогино?) è un insediamento di tipo urbano dell'oblast' di Novosibirsk, nella parte sud della Siberia Occidentale, in Russia. Situato nel distretto Čerepanovskij.
Si trova 90 km a sud di Novosibirsk e 19 km a nord di Čerepanovo.